# Jim Walton
James Carr "Jim" Walton, född 7 juni 1948 i Newport, Arkansas, är en amerikansk företagsledare som är styrelseordförande för den amerikanska bankgruppen Arvest Bank Group, som kontrollerades av släkten Walton till 96,14% år 2003. Den amerikanska ekonomitidskriften Forbes rankade Walton till att vara världens 13:e rikaste med en förmögenhet på 104,9 miljarder amerikanska dollar för den 18 mars 2025.
Han avlade en kandidatexamen i marknadsföring vid University of Arkansas.
Walton satt också i styrelsen för Walmart Inc mellan 2005, när han blev invald för att ersätta sin bror John T. Walton som omkom i en flygolycka tidigare under året, och 2016. Hans son Steuart Walton ersatte honom som ledamot.